# Parotis egaealis
Parotis egaealis là một loài bướm đêm trong họ Crambidae.